# Яцево (Польща)
Яцево (пол. Jacewo, нім. Jazewo) — село в Польщі, у гміні Іновроцлав Іновроцлавського повіту Куявсько-Поморського воєводства.
Населення — 569 осіб (2011).
У 1975-1998 роках село належало до Бидгощського воєводства.

## Демографія
Демографічна структура станом на 31 березня 2011 року:
|          | Загалом | Допрацездатний вік | Працездатний вік | Постпрацездатний вік |
| -------- | ------- | ------------------ | ---------------- | -------------------- |
| Чоловіки | 292     | 63                 | 204              | 25                   |
| Жінки    | 277     | 37                 | 181              | 59                   |
| Разом    | 569     | 100                | 385              | 84                   |